# سيمز ستوديو
سيمز ستوديو (بالإنجليزية: The Sims Studio)‏، هي شركة لعبة فيديو تابعة للشركة الأم إلكترونيك آرتس الأمريكية، أسست الشركة سنة 2006 والتي تتعلق بتطور وإصدار ألعاب سلاسل ذا سيمز.

## الموقع الخارجي
- الموقع الرسمي